# Narciso Suárez
Pour les articles homonymes, voir Suárez.
Narciso Suárez, né le 18 juillet 1960 à Valladolid, est un céiste espagnol. 

## Carrière
Narciso Suárez participe aux Jeux olympiques de 1984 à Los Angeles et remporte la médaille de bronze en C-2 500m avec Enrique Míguez.